# Tétrade

Tétrade de dó com sétima (C7).

Em teoria musical, uma tétrade é um conjunto de quatro notas musicais. Normalmente são formadas por intervalos de terça maior, em que são chamadas de acordes com sétima. Tétrades podem vir também em intervalos que não são de terça maior, como por exemplo nos acordes meio-diminutos.